# 岸井隆幸
岸井 隆幸（きしい たかゆき、1953年 - ）は、都市計画の専門家。日本大学教授。専門は交通工学。

## 来歴
兵庫県出身。
1977年、東京大学大学院工学系研究科都市工学専攻修了後、建設省に入省。
1992年に日本大学理工学部土木工学科専任講師、1995年に同助教授、1998年に同教授に就任。
2010年から12年まで、日本都市計画学会会長を務めた。
2012年には国立競技場「国際デザイン・コンクール」の審査委員（11名）を務めた（この最終審査の際、17番ザハ案について「軽やかに建設できるか危惧を持っている」と危惧を指摘した一人）。